# Seznam ciprskih skladateljev
Seznam ciprskih skladateljev.

## E
- Nicolas Economou

## H
- Mihalis Hadjiyiannis

## I
- Elia Marios Ioannou
- Ayis Ioannides

## K
- Yannis Kyriakides

## S
- Savvas Savva

## T
- Marios Tokas